# Журиен дьо ла Гравиер (бронепалубен крайцер)
„Жюриен де ла Гравиер“ (на френски: Jurien De La Graviere) e бронепалубен крайцер от 1-ви ранг на Националните военноморски сили на Франция, построен в началото на 20 век. Проектиран е като океански „супербързоходен“ изтребител на търговски кораби и продължава линията на развитие на крайцерите „Шаторено“ (на френски: Châteaurenault) и „Гишен“ (на френски: Guichen). Външно много прилича на „Гишен“. Това е последният френски бронепалубен крайцер от 1-ви ранг.

## История на проекта
Създаването на проекта е в резултат на желание да се създаде крайцер, който да е най-добре приспособен за операции на океанските комуникации на противника. Традиционните крайцери от 1890-те години като правило не са с необходимия радиус на действие и не могат дълго време да поддържат максималната си скорост, за разлика от трансатлантическите лайнери и пакетботи. Изискването е да се създаде кораб, който е много бързоходен, с голям запас гориво и надеждна силова установка. При това той следва да не е и много голям, по финансови причини, което предполага намаляване на защитата и въоръжението..
Френският флот, който вече има два неуспешни „изтребители на търговията“, въпреки всичко се опитва да създаде съвършения рейдер. Този последен опит е крайцерът „Жюрен де ла Гравер“.

## Конструкция

### Корпус
Конструктивно „Жюриен де ла Гравиер“ е намалено копие на крайцера „Гишен“. Той също както и прототипа има удължен спардек, от форщевена до кърмовия срез, а комините са разположени на две групи по два, към краищата на кораба. Както и на прототипа форщевена крайцера няма таран, но не е вертикален, а има наклон навътре. Корпусът на крайцера е още по извит навътре, спрямо предшествениците, което следва да повиши неговата скорост. Фактически обаче здравината на корпуса е недостатъчна и корабът силно вибрира на пълен ход. Управляемостта и маневреността на „Жюриен де ла Гравиер“ се смята за неудовлетворителна – на максимална скорост диаметърът на пълна циркулация достига 2000 m.

### Въоръжение
Главният калибър включва осем оръдия калибър 164,7 mm, с дължина на ствола 45 калибра, поместени на горната палуба. Две от тях са в краищата, а още две са на полубака и стрелят през амбразури, останалите са разположени в спонсони. Оръдието тежи 7040 kg и стреля с фугасни снаряди с тегло от 50,5 kg и бронебойни, тежащи 52 kg, с начална скорост от 770 m/s.
Противоминната артилерия е от традиционния за френските кораби набор от 47 mm и 37 mm скорострелни оръдия произведени от фирмата „Хочкис“ (на френски: Hotchkiss et Cie). 47 mm оръдие е с 40 калибров ствол, тежи 237 kg и стреля с 1,5 kg снаряд с начална скорост от 610 m/s. 37 mm оръдие е със ствол от 35 калибра и тежи 35 килограма, стреля със снаряд от 0,455 kg и с начална скорост 402 m/s.

### Брониране
Бронирането на „Жюриен де ла Гравиер“ е намалено, спрямо предишните кораби. Основна защита е бронирана палуба. Нейната плоска част има дебелина 55 mm в средната част на кораба, дебелината на скосовете е 65 mm, против 100 mm при „Гишен“ и „Шаторено“. В краищата дебелината на палубата пада до 35 mm в плоската част и 55 mm на скосовете. Тази защита се допълва с тесен кофердам и водонепроницаеми отсеци над бронираната палуба. Оръдията са прикрити с щитове дебели 70 мм и ниски барбети. Елеваторите за подаване на боеприпаси са защитени от 25 mm броня.

### Силова установка
„Жюриен де ла Гравиер“ има тривалова силова установка, захранвана от водотръбни парни котли, по конструкция на „Гюйо дю Тампл“. Независимо от едногодишните му ходови изпитания той така и не успява да достигне контрактната скорост. При това машинните отделения се оказват много тесни и това затруднява нормалната експлоатация. Въпреки това, крайцера успява да развие скорост от 21,7 възела при мощност на машините около 14 000 к.с. Запасът въглища е 896 тона.

## История на службата
„Жюриен де ла Гравиер“ е заложен ноември 1897 г. в Лориан, на стапелите на арсенала на ВМС. На вода крайцера е спуснат на 26 юли 1899 г., а в строй влиза през 1903 г. Взема участие в Първата световна война, действайки в Средиземно море. От 1920 г. е стационар в Сирия. Списан и предаден за скрап през 1922 г.

## Оценка на проекта
Последните бронепалубни крайцери, включая „Жюриен де ла Гравиер“, водят командването на френския флот до извода за порочността на самата концепция за голям бронепалубен крайцер. Големи и скъпоструващи, те са прекалено слабо въоръжени и защитени, за да участват в битка със сериозен противник. В случая с „Жюриен де ла Гравиер“ това се допълва с индивидуалните недостатъци на самия кораб – слаб корпус, водещ до вибрации на пълен ход и неудовлетворителни маневрени характеристики. Получавайки толкова неуспешен опит, французите се отказват от развитието на бронепалубни крайцери и преминават към масово строителство на броненосни.